# Квічаль смугастий
Квіча́ль смугастий (Geokichla cinerea) — вид горобцеподібних птахів родини дроздових (Turdidae). Ендемік Філіппін.

## Опис

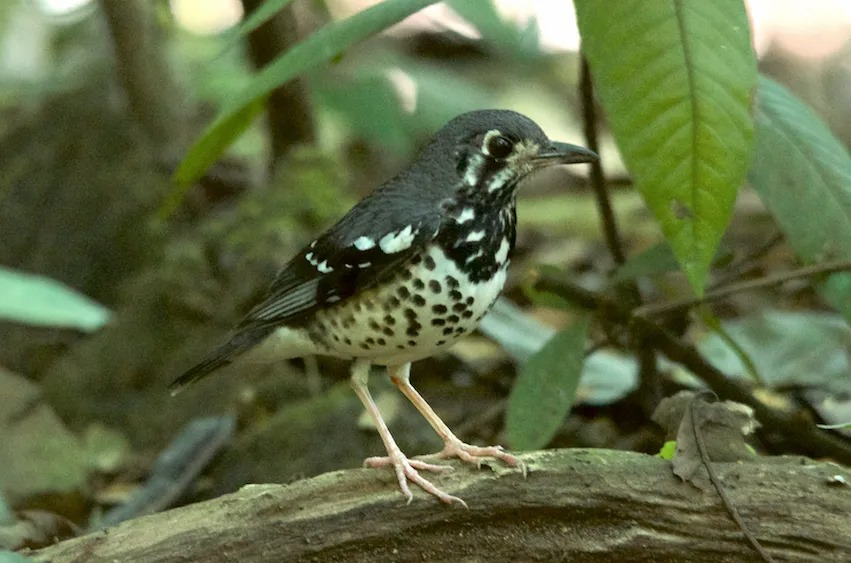
Смугастий квічаль

Довжина птаха становить 18 см. Голова і верхня частина тіла попелясио-сірі, крила темно-сірі з двома чіткими білими смугами. Крайні стернові пера поцятковані білими плямами. Нижня частина тіла біла, на горлі чорнуватий "комірець", груди, живіт і боки поцятковані темними плямами. Обличчя світле з двома вертикальними смугами, одна з яких іде через очі, а друга на скронях. Лапи світлі.

## Поширення і екологія
Смугасті квічалі мешкають на островах Лусон і Міндоро на півночі Філіппінського архіпелагу. Вони живуть у вологих тропічних лісах, переважно в низинах, зокрема на Міндоро на висоті від 90 до 360 м над рівнем моря, однак також в горах, зокрема в горах Сьєрра-Мадре і Кордильєра-Сентраль, на висоті до 1100 м над рівнем моря. Живляться безхребетними і плодами, зокрема плодами фікусів. В кладці 3 яйця .

## Збереження
МСОП класифікує цей вид як вразливий. За оцінками дослідників, популяція смугастих квічалів становить від 6 до 15 тисяч птахів. Їм загрожує знищення природного середовища.